# Lejanías
Lejanías là một khu tự quản thuộc tỉnh Meta, Colombia. Thủ phủ của khu tự quản Lejanías đóng tại Lejanías Khu tự quản Lejanías có diện tích 852 ki lô mét vuông. Đến thời điểm ngày 28 tháng 5 năm 2005, khu tự quản Lejanías có dân số 12700 người.